# Come What May (película de 2009)
Come What May (en español, Pase lo que pase), es una película estadounidense distribuida el 17 de marzo de 2009 por el Advent Film Group. Fue publicada en DVD desde su inicio para permitir a los grupos de iglesias distribuir más fácilmente la película. El filme cuenta la historia de Caleb Hogan, un estudiante de leyes que intenta rebatir el dictamen legal del caso Roe v. Wade, y trata el tema del aborto desde una postura provida.